# Vladimir Michajlovič Bechtěrev
Vladimir Michajlovič Bechtěrev (20. lednajul./ 1. února 1857greg., Sarali – 24. prosince 1927, Moskva) byl ruský lékař-neurofyziolog a psychiatr, který si všiml role hipokampu na paměť člověka. Svými objevy přispěl k diagnostice nervových chorob. Věnoval se také studiu příčin nemocí pohybového aparátu. V roce 1892 popsal ankylozující spondylitidu (kostnatění páteře) a tato nemoc dostala po něm název Bechtěrevova nemoc.
V roce 1907 Bechtěrev založil psychoneurologický institut, později přejmenovaný na Sankt-Petěrburskou lékařskou akademii. Zemřel v roce 1927 po rozhovoru se Stalinem, kterému určil jeho nemoc jako paranoia. (Tato diagnóza v té době označovala pacienta, který se cítí být jedinečnou, vysoce důležitou osobou). Stalin s takovou diagnózou nesouhlasil, a jelikož smrt tohoto význačného psychiatra nebyla nikdy objasněna, spekuluje se o tom, že ho nechal Stalin zabít. 
Bechtěrevův syn, inženýr a vynálezce, Pjotr Bechtěrev, byl zavražděn během Stalinových čistek. Piotrova dcera Natalija Petrovna Bechtěreva (1924 – 2008) založila Institut lidského mozku v Leningradu.

## Vědecká činnost
Bechtěrev popsal a pokusil se navrhnout metody léčení postencefalitického syndromu, některých druhů fobii, epilepsie atd.
Lékařsky rozlišil a jako samostatnou diagnózu zařadil ztuhnutí páteře, syfilistickou sklerózu.
Zasloužil se také o vytvoření několika lékařských preparátů, které se používaly například ke zklidnění pacientů (Bechtěrevova směs).
Byl také známý pro svůj kritický postoj k Freudovi, když nesouhlasil s jeho metodou psychoanalýzy.
Jako jeden z prvních se dlouhodobě věnoval serióznímu výzkumu hypnózy a sugesce.